# 貫貞利
貫 貞利（ぬき さだとし）は、江戸時代の武士。毛利氏の家臣で長州藩士（膳夫）。父は貫源左衛門。

## 生涯
毛利氏家臣・貫吉真の子として生まれる。元禄4年（1691年）に父が死去したため家督を継ぎ、毛利吉就・吉広・吉元に仕えた。
享保5年（1720年）から享保11年（1726年）にかけて『閥閲録』が編纂された際に、先祖の貫助八・助次郎兄弟から貞利までの貫氏の系譜と書状類を提出し、巻150に「貫半左衛門」として収められた。